# Despertar contigo
Despertar contigo é uma telenovela mexicana produzida por Pedro Damián para Televisa e exibida pelo Las Estrellas entre 8 de agosto de 2016 e 22 de janeiro de 2017, substituindo Un camino hacia el destino e sendo substituída por Mi adorable maldición.
A trama é um remake da novela colombiana Pobre Pablo, de Juan Carlos Pérez, sendo produzida pela RCN Televisión em 2000.
É protagonizada por Daniel Arenas e Ela Velden; antagonizada por Sara Corrales, Gonzalo Peña e Marcus Ornellas; e tem atuações estelares de Aura Christina Geithner, Estefanía Villareal e Christian Chávez.

## Sinopse
Pablo Herminio Leal (Daniel Arenas), é um homem apaixonado pelo seu trabalho que consiste em proteger aqueles que podem estar em risco. Seus atos heróicos vem desde o seu avô, Silvestre, bombeiro aposentado e seu pai, Herminio Leal, bombeiro morto em um incêndio. Após a morte do seu pai, sua mãe, Tulia, estritamente proíbe Pablo de seguir a carreira do seu pai, e Pablo querendo ser útil a sociedade, decide se tornar guarda-costas.
Ele desempenha suas atividades de escoltar com profissionalismo e responsabilidade, já que o seu trabalho é o principal sustento de sua família. Mantém uma relação com Cindy há 5 anos, uma sexy e possessiva mecânica. Ansiosa para casar-se com Pablo, apesar que no fundo ambos sabem que já não se amam mais e estão juntos por “costume”, continuam namorando, mas ela precisa casar-se com ele para seu pai lhe herdar a oficina mecânica com o qual ela pretender realizar o negócio da sua vida, e trabalha duro para isso.
Maia Alcalá é uma jovem bela, inteligente, refinada e charmosa. Viveu toda a sua vida entre luxos e riquezas, e seu grande coração faz sua empatia com aqueles que não têm a mesma sorte. Ela trabalha em um hospital depois de uma tragédia familiar que afetou sua vida e lhe deu uma grande sensibilidade para as pessoas que necessitam de cuidados e de apoio, especialmente as crianças. Sua tarefa não é bem vista por seu pai, Othón, que sempre preferiu um filho homem para continuar com os seus negócios e na sua falta, esperava sua filha a tarefa de continuar administrando o negócio da família. Othón pretende casar sua filha com um "bom partido", para que assegure os negócios da família e para isso apresenta Federico, filho de um político mexicano, porém, ele esconde de todos que a sua família está falida e para isso pretende casar-se com Maia para poder recuperar a sua riqueza.

## Elenco
| Ator                   | Personagem                      |
| ---------------------- | ------------------------------- |
| Daniel Arenas          | Pablo Herminio Leal Ventura     |
| Ela Velden             | Maia Alcalá González            |
| Aura Cristina Geithner | Antonia Santamaría              |
| Enoc Leaño             | Othon Alcalá                    |
| Sara Corrales          | Cindy Reyna                     |
| Armando Silvestre      | Silvestre Leal                  |
| Leticia Huijara        | Tulia Ventura                   |
| Christian Chávez       | Cristian Leal Ventura           |
| Mara Cuevas            | Carmen González de Alcalá       |
| Gonzalo Peña           | Federico Villegas               |
| Estefanía Villarreal   | Frida Díaz de la Vega           |
| Daniel Tovar           | Rodolfo Soler                   |
| Marcus Ornellas        | Néstor Valenzuela / Néstor Leal |
| Ana Chioccetti         | Cinthia                         |
| Eloy Ganuza            | Álvaro                          |
| Rodrigo Murray         | Eligio Vallejo                  |
| Natasha Esca           | Tatiana Vallejo Santamaría      |
| Alejandro Valencia     | Ferney                          |
| Arturo García Tenorio  | Ismael                          |
| Roberta Damián         | Jenny Paola Leal                |
| Alejandro Calva        | Rafael Reyna                    |
| Sebastián Poza         | Abel                            |
| Lucas Bernabé          | Wilson                          |
| César Bono             | Tito                            |
| Patricia Martínez      | Irma                            |
| Isidora Vives          | Rosalía                         |
| Claudio Baéz           | Coronel Santamaría              |
| Claudia Acosta         | Rufina                          |
| Luz Aldán              | Flora                           |
| Polo Monrarréz         | Ulises                          |
| Alex Strecci           | Chopper                         |

## Audiência
Em sua primeira semana marcou 16 pontos semanais. Ao longo de suas semanas, esses índices foram caindo, amargando baixa audiência, mas líder. Finalizou com 12 pontos sendo um fracasso, enquanto a meta estipulada na época era de 16 pontos. 

## Prêmios e Indicações

### TV Adicto Golden Awards
| Ano  | Categoria                          | Nomeados     | Resultado |
| ---- | ---------------------------------- | ------------ | --------- |
| 2016 | Revelação femenina                 | Ela Velden   | Ganadora  |
| 2016 | Melhor telenovela de corte popular | Pedro Damian | Ganador   |

### Premios TVyNovelas 2017
| Categoria               | Indicados       | Resultado |
| ----------------------- | --------------- | --------- |
| Melhor atriz co-estelar | Leticia Huijara | Nominado  |
| Melhor elenco           | Pedro Damián    | Nominado  |